# Castor el Invencible
Castor el Invencible fue una colección de cuadernos de aventuras publicada por Marco en 1951 con guiones de Joaquín Berenguer Artés y dibujos de Juan Martínez Osete.

## Trayectoria editorial
Castor el Invencible no tuvo mucho éxito, abandonándola sus autores para retomar la mucho más popular El Puma (1952).

## Argumento
Castor el Invencible
En el año 762, Sibur ha unido bajo su mando todas las tribus germánicas e invade la Galia.  El rey Higinio con su hijo Delfos sale con sus tropas para detener la invasión, pero perece en combate. Al conocer la funesta noticia, la reina huye del castillo, llevándose a su hija, pero los germanos consiguen darle alcance, y matarla. Su hija Ilona se salva porque la esconde un niño de seis años, llamado Castor. Mientras tanto, el príncipe Delfos recobra el sentido y, tras enterrar a su padre, monta en caballo para averiguar el destino de su madre y su hermanita.
La audacia de Castor

## Valoración
Para el crítico de cómic Pedro Porcel, Castor el Invencible es una serie correcta, que destaca por sus portadas.